# Vitacoustic
Vitacoustic was een Amerikaans platenlabel uit de jaren veertig, dat nog geen jaar actief was. Het label werd in maart 1947 opgericht door onder meer Bill Putman, mede-eigenaar van enkele opnamestudio's in Chicago. De eerste plaat van het label was meteen een grote hit: "Peg O' My Heart" van het accordeon-trio Jerry Murad's Harmonicats, dat in de jaren erna uiteindelijk meer dan een miljoen platen zou verkopen en de eerste plaats in de Amerikaanse hitlijst haalde. Het label bracht popplaten uit en een aantal rhythm & blues-platen, onder meer met materiaal dat geleaset was van het label Sensation Records. Artiesten die op het label uitkwamen waren onder meer het orkest van Todd Rhodes, Henry Busse, Mel Henke, Riley Sheppard, het orkest van Freddy Nagel, Jack Carroll, Joan Edwards, Leo Diamond en Four Shades of Rhythm. Het label ging uiteindelijk ten onder aan managementdisputen en wanbeheer: ruim een jaar later ging het label failliet.